# Kamenka (fleuve)
Pour les articles homonymes, voir Kamenka.
La Kamenka (en russe : Каменка) est un petit fleuve côtier, qui traverse la ville de Nakhodka dans son quartier d'Amerikanka, ancien village absorbé par l'agglomération. La Kamenka provient du lac Lebiajevo distant seulement de 3,5 km de l'embouchure et se jette dans la baie de Nakhodka qui borde la mer du Japon.
La Kamenka est gelée de décembre à mars. Le frai d'une variété d'esturgeon, dénommée poisson rouge (en russe : красная рыба) se produit dans ses eaux. Sur les rives de la rivière a été construit un quai d'une longueur de 1,5 km. La rivière peut être franchie grâce à 5 ponts automobiles, 3 ponts de chemin de fer et 5 ponts piétonniers.

## Histoire
Le fleuve Kamenka doit son nom aux habitants du village d'Amerikanka qui ont voulu rappeler ainsi son lit de pierre (kamen signifie pierre en russe). Selon des fragments d'une carte de la baie de Nakhodka datant de 1869, durant les années 1860 à 1870, des populations de Finnois se sont installées sur les berges. Ils étaient arrivés sur le vapeur Nakhodka en provenance de la ville de Åbo, en Suède, en 1868. Le village d'Amerikanka, le long de la Kamenka, a été formé en 1907 par des peuplements d'Ukrainiens. Sur la rive gauche du fleuve se trouvait un cimetière rural qui avec le temps a disparu du fait des inondations du fleuve.
Entre les années 1930 et 1940 se trouvait sur les rives des structures du camp du Goulag, des entrepôts et un château d'eau de la Dalstroï. Jusque dans les années 1960 la rivière était utilisée pour la baignade. Selon le plan de secteur des années 1970 les rives de la Kamenka devaient être bétonnées.

## Quai
Pendant longtemps, les rives du fleuve ont été recouvertes de hautes herbes et un chemin de terre longeait le chenal. En 2008 ont commencé les travaux de construction d'un premier quai qui devait se terminer en 2012. Le lit de la rivière a été réduit ce qui a relevé le niveau des eaux, les zones humides ont été recouvertes. Les rives ont été renforcées avec des pierres naturelles d'origine locale retenues par du grillage métalliques. Sur les remblais sont posés des blocs de pierre, des lampadaires décoratifs sont installés, les voies adjacentes et les trottoirs sont asphaltés, des pelouses et des parterres de fleurs sont aménagés. La forme des garde-corps a été discutée en séance publique par les autorités. En même temps des travaux de dragage et d'approfondissement du cours d'eau ont été réalisés.
Avant la réalisation des travaux, quand les typhons se prolongeaient, l'eau de la rivière dépassait souvent le seuil critique et envahissait l'artère principale de la ville, la perspective Nakhodka, ainsi que les résidences privées sur un plateau en aval. En 2008, le mur du côté de la rive gauche a été relevé d'un mètre et celui de la rive droite de deux mètres. En 2010, de nouveaux travaux ont été entrepris pour creuser et étendre le lit du fleuve jusqu'au lac Lebiajevo. En 2009, lors d'un fort typhon, l'eau est montée de deux mètres ; durant deux jours de pluie durant l'été 2010 le niveau a monté de 80 cm. Durant un cyclone qui s'est produit du 13 au 16 juillet 2011 (les précipitation se sont élevées à 137 mm, soit 110% de la moyenne mensuelle), le niveau des eaux est monté de 1,8 m et il ne restait plus que 20 cm avant que le cours d'eau ne sorte de son lit.

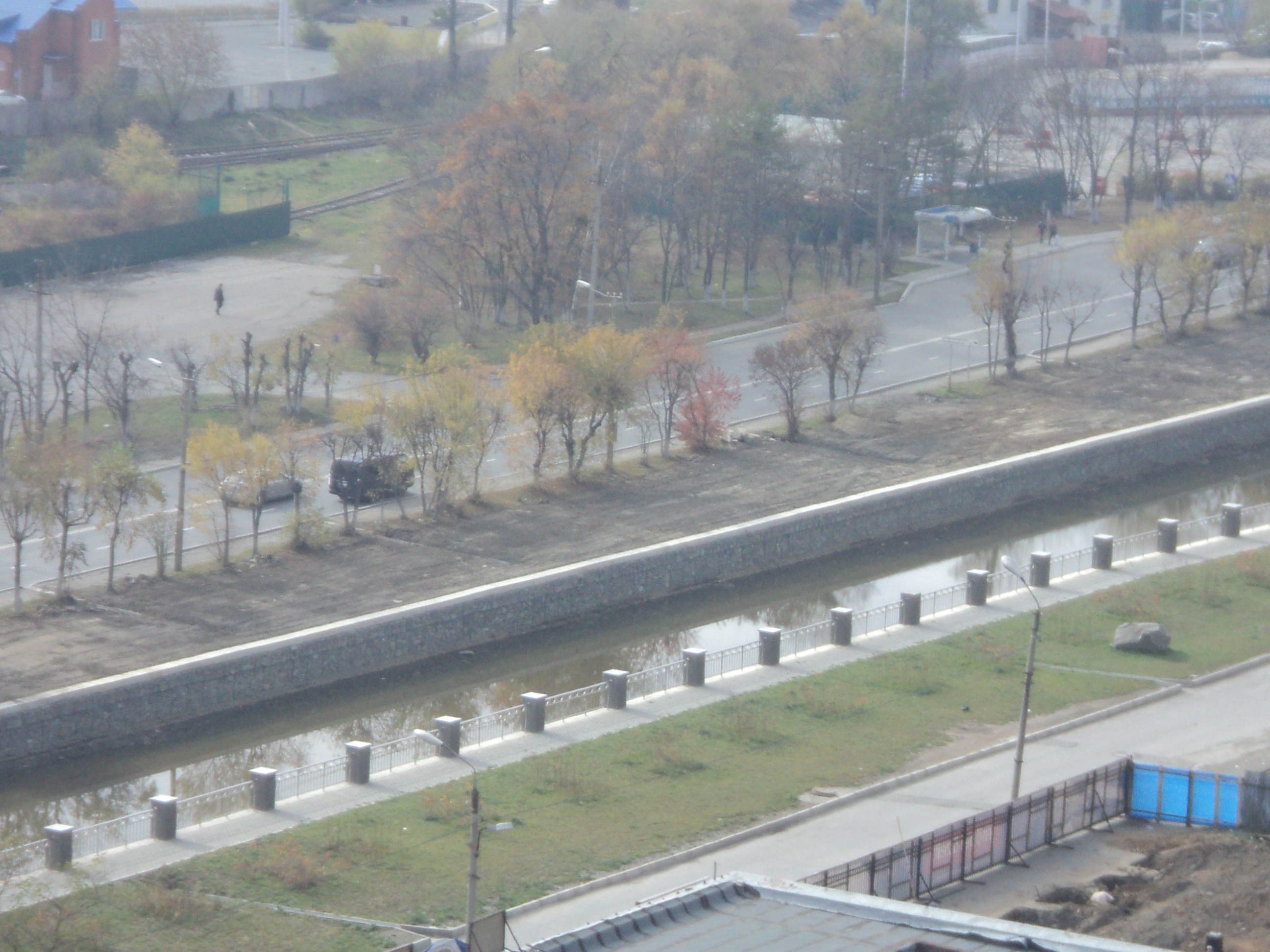
Les quais le long de la Kamenka

## Situation écologique
Durant de nombreuses décennies, la rivière a été utilisée pour recueillir les eaux usées et non traitées provenant des canalisations du quartier Amerikanka. En 2008 les eaux usées de la zone adjacente au cours d'eau ont été transférées pour être traitées. En 2010, un nettoyage mécanique du lit du cours d'eau a été effectué jusqu'au lac Lebiajevo. Les eaux usées domestiques du secteur privé continuent de se déverser dans le fleuve en amont par les eaux souterraines.

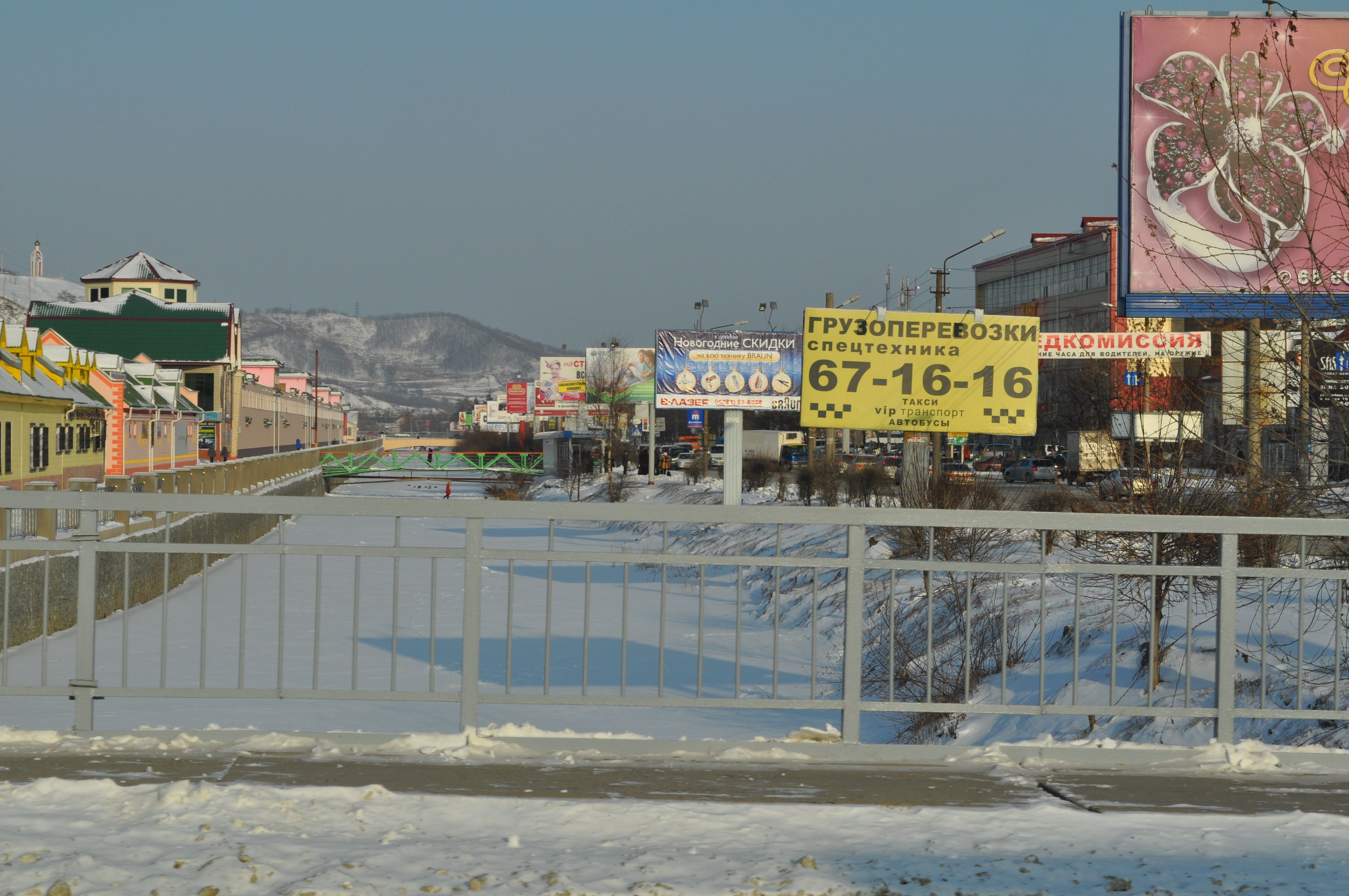
Kamenka en période de gel

En mai 2008, depuis l'emplacement d'une firme de transport routier, des produits pétroliers ont été rejetés dans les canalisations d’égout, d'où ils ont coulé dans la Kamenka. Durant 3 jours, les mesures nécessaires ont été prises et la distribution de produits pétroliers a été interdite dans la baie de Nakhodka.